# パンジャンドラム

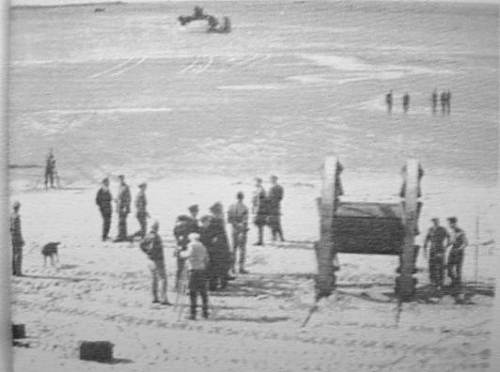
デヴォン州ウェストワード・ホー!の砂浜で開発試験中のパンジャンドラム（1943年11月12日）

パンジャンドラム（(The Great) Panjandrum）とは、第二次世界大戦中にイギリス軍で開発が行われていたロケット推進式の陸上爆雷である。

## 構想
1943年、イギリスを含む連合国は大陸反攻のため、フランスのノルマンディー海岸への上陸作戦を計画していたが、同地の海岸地帯にはドイツ軍によって大西洋の壁と呼ばれるコンクリート製の防護陣地が構築されており、これが上陸作戦時の大きな障壁の一つとなっていた。
そこで、上陸用舟艇から射出して防護壁まで自走させ、これを破壊する自走爆雷が考案された。「パンジャンドラム」の名称は開発に参加した海軍中尉で小説家のネヴィル・シュート・ノーウェイが、サミュエル・フットの詩『偉大なパンジャンドラム（The Great Panjandrum、「お偉方」の意）』から引用して命名している。

## 構造

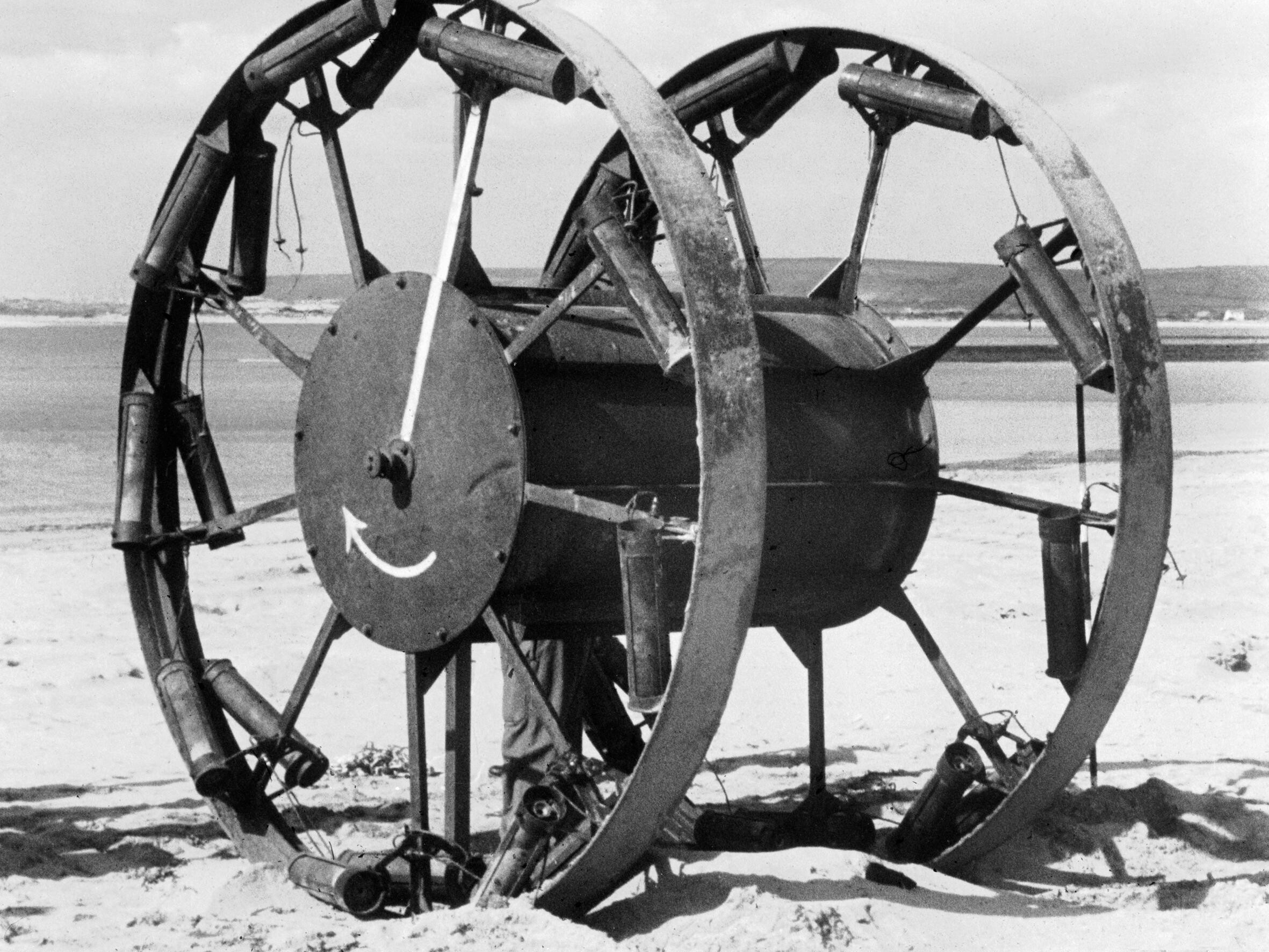

約1.8トンの炸薬を詰めた本体を直径3メートルの車輪で挟んだボビン状の構造。車輪のリムに装着された多数の固形燃料ロケットモーターを一斉に噴射させることによって車輪を回転させて走行する。つまり、ロケットによって直接推進力を発生させるのではなく、あくまでも車輪と地面の摩擦抵抗によって前進する。これは海岸の砂地のような場所では、車輪がただ空回りする事になるのは自明の構造であり、根本的な欠陥であった。
また、簡易化のため方向を安定させるジャイロスコープなどは一切装備されておらず、これも後に致命的な欠陥となった。

## 開発経過

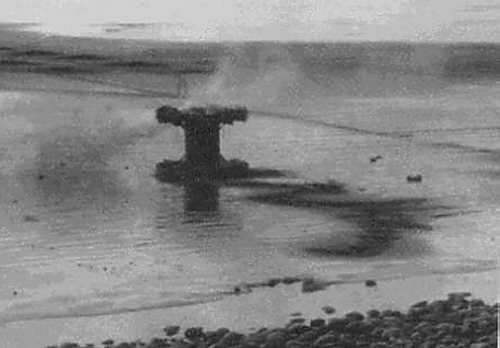
実験に失敗し横転したパンジャンドラム（1944年1月）

計画では上陸用舟艇から発進、ロケットモーターによって車輪を高速回転させ、無誘導・100キロメートル毎時以上で目標に突進させる予定であった。
だが実験の結果、砂浜での摩擦や凹凸により空転したり、急に予測不能な向きへ方向転換する、ロケットが脱落するなどの問題が多発して開発は難航、直進すら叶わず不成功に終わった。安定性を増すために本体を大型化、トルクを増すためにロケットモーターを増強・脱落防止のため補強するなど、幾多の改良を行いながら実験は繰り返されたが、根本的な構造上の問題や、当時の技術的限界もあって問題点を解決できず、開発は中止された。
標的に衝突させるのではなく、戦車などの車両が海から砂浜に上陸する際に、車輪や無限軌道が砂に嵌るのを防止する目的で、先に軌跡でカーペットを敷設させるために用いるという案も出されたが、前述の理由により実現されなかった。なお、後にチャーチル歩兵戦車を改造した工兵用作業車のバリエーションの一つとしてこの役割を担うチャーチル・カーペットレイヤーが登場している。

## 戦果
パンジャンドラムの開発そのものは中止されたが、防御力の低いノルマンディーではなく、パ＝ド＝カレー沿岸を取り巻くコンクリート壁を攻撃する計画が立てられているとドイツ側に誤認させる、フォーティテュード作戦の一部として実験が行われたことが示唆されている。実験はわざと客のいる海水浴場で行われ、またその派手な見た目と動きは人々の耳目を引き付け、ドイツ側に嗅ぎ付けさせるにうってつけだった。そのため、パンジャンドラム自体が元より実用化を意図していない、実験失敗も織り込み済みのダミーの試作兵器であったとする説が有力である。
結果としてフォーティテュード作戦は成功し、ドイツ側は上陸地がノルマンディーではなくパ＝ド＝カレー沿岸だと思い込んだ（実際に連合軍側も陽動のためいくらかの部隊を向かわせている）ため、そちら側に戦力を割いてしまった。

## レプリカ
2009年のノルマンディー上陸作戦65周年記念行事のために21世紀の制御技術を組み込んだレプリカが制作された。実際に作動させると直進はできたが50メートルしか進めずに終わっている。